# Tijucas
Tijucas es un municipio brasileño del estado de Santa Catarina. Tiene una población estimada al 2022 de 51 592 habitantes. Ubicado en la costa del estado, pertenece a la Región Metropolitana de Foz do Rio Itajaí.

## Toponimia
Llamado Tijucas por el nombre del Río, es una palabra de origen Tupí que significa "tierra de barro", usada por los Carios.

## Historia
La locación del actual municipio era habitada por los Carios antes de la llegada de los primeros navegantes en el Siglo XVI, uno de ellos fue el veneciano Sebastián Caboto.
El 4 de mayo de 1848 se creó la freguesia São Sebastião da Foz do Tijucas Grande. Fue emancipada como municipio el 4 de abril de 1859 como Tijucas.

## geografía
Ubicada en la costa del estado y a orillas de la BR-101.